# ウラジーミル・ペトレンコ
ウラジーミル・ペトレンコ（ウクライナ語: Володимир Петренко、ラテン翻字：Vladimir Petrenko, 1971年 - ）は、ソビエト連邦オデッサ（現ウクライナ）出身の男性フィギュアスケート選手で、現在は国際スケート連盟公認の技術審判員。1986年世界ジュニア選手権男子シングルチャンピオン。アルベールビルオリンピック男子シングル金メダリストのヴィクトール・ペトレンコは実兄。ウクライナ語読みでは「ヴォロドィームィル・ペトレーンコ」に近い。

## 経歴
1981-1982年シーズン、西ドイツで開催された世界ジュニア選手権に兄ヴィクトールとともに出場し11位。1983-1984年シーズン、日本の札幌市で行なわれた世界ジュニア選手権に再び兄弟そろって出場し兄ヴィクトールは優勝、弟ウラジミールは5位となった。1985-1986年シーズン、サラエヴォで行なわれた世界ジュニア選手権で初優勝を飾った。
シニア転向後はユニバーシアードで銅メダルを獲得したものの、世界選手権の出場は1988年の1度だけで、オリンピック、欧州選手権に出場することはなかった。アマチュアを引退後はアメリカを拠点としてフィギュアスケートコーチとなり、現在は国際スケート連盟公認の技術審判員として活動している。

## 主な戦績
| 大会/年          | 1981-82 | 1982-83 | 1983-84 | 1984-85 | 1985-86 | 1986-87 | 1987-88 | 1988-89 |
| ---------------- | ------- | ------- | ------- | ------- | ------- | ------- | ------- | ------- |
| 世界選手権       |         |         |         |         |         |         | 10      |         |
| NHK杯            |         |         | 5       |         |         |         |         |         |
| ユニバーシアード |         |         |         |         |         |         |         | 3       |
| 世界Jr.選手権    | 11      | 10      | 5       | 2       | 1       |         |         |         |
| モスクワ国際     |         |         |         |         |         | 3       | 3       | 1       |